# Pavel Leonidovič Kogan
Pavel Leonidovič Kogan (in russo Павел Леонидович Коган?; Mosca, 6 giugno 1952) è un violinista e direttore d'orchestra russo, che dirige l'Orchestra Sinfonica Statale di Mosca.
La carriera di Pavel Kogan ha attraversato oltre 40 anni e cinque continenti e lo ha portato a diventare un direttore d'orchestra rispettato e molto conosciuto.

## Biografia
Fin dalla tenera età lo sviluppo artistico di Kogan era diviso tra la direzione orchestrale e il violino. Gli fu concesso un permesso speciale per studiare entrambe le discipline allo stesso tempo, cosa rara in Unione Sovietica.
Nel 1970 il diciottenne Pavel Kogan, allievo violinista di Jurik Jankelevič al Conservatorio di Mosca, vinse il 1º premio al Concorso internazionale di violino Jean Sibelius a Helsinki. Successivamente apparve regolarmente come violinista in concerti in tutto il mondo.
Come allievo di Il'ja Musin e Leo Ginsburg nel 1972 il giovane Kogan debuttò con l'Orchestra Sinfonica di Stato dell'USSR e successivamente si concentrò maggiormente sulla direzione orchestrale. Negli anni seguenti ha diretto le principali orchestre sovietiche sia in patria che in tournée all'estero su invito di Mravinskij, Kondrašin, Svetlanov e Roždestvenskij. Nel 1988, come direttore dell'Opera del Bol'šoj, Kogan aprì la stagione con una nuova produzione de La traviata di Verdi. Nello stesso anno diventò il capo della Orchestra Filarmonica di Zagabria.
Dal 1989 Pavel Kogan è stato direttore musicale e direttore principale dell'Orchestra Sinfonica Statale di Mosca (MSSO), trasformandola in una delle orchestre più famose della Russia.
Dal 1998 al 2005 è stato direttore ospite principale della Utah Symphony Orchestra.
Kogan è apparso con molte orchestre di spicco tra cui l'Orchestra Filarmonica di San Pietroburgo, l'Orchestra Filarmonica di Mosca, l'Orchestra Sinfonica Čajkovskij, l'Orchestra di Filadelfia, la Los Angeles Philharmonic Orchestra, l'Orchestra sinfonica della radio bavarese, la Münchner Philharmoniker, l'Orchestra Nazionale del Belgio, l'Orchestra filarmonica di Helsinki, l'Orchestra Sinfonica della RTVE, l'Orchestra Sinfonica di Toronto, Sächsische Staatskapelle Dresden, l'Orchestra Filarmonica di Buenos Aires, l'Orchestre de la Suisse Romande, l'Orchestre national de France, l'Orchestra sinfonica di Houston, l'Orchestre National du Capitole de Toulouse e l'Orchestra Filarmonica del Lussemburgo.
Pavel Kogan ha registrato innumerevoli lavori con la MSSO e altri gruppi. Gramophone ha definito il ciclo di Rachmaninov di Kogan (Sinfonie 1, 2, 3, Danze sinfoniche, L'isola dei morti, Vocalize e Scherzo) "...scintillante, fortemente comunicativo Rachmaninov... vibrante, pieno di sentimento e coinvolgente."
Kogan ha ricevuto il Premio statale della Federazione Russa per la sua esecuzione delle sinfonie e dei cicli vocali completi di Gustav Mahler. È membro dell'Accademia russa di belle arti e destinatario dell'Ordine al merito della Russia e del titolo "Artista del popolo della Federazione Russa" tra gli altri premi russi e internazionali.

## Vita privata
La moglie di Kogan, Ljubov' Kazinskaja, è pianista ed ex alunna dell'Accademia russa di musica Gnessin. Il loro figlio era il violinista Dmitrij Kogan (1978-2017).
Kogan è nato in una distinta famiglia musicale, i suoi genitori sono i violinisti Leonid Kogan e Elizaveta Gilels e suo zio è il pianista Ėmil' Gilel's.

## Registrazioni
Come violinista:
- Haydn Concerto n. 1 per violino e orchestra. Mozart: Concerto n. 5 per violino e orchestra in la maggiore KV219. Melodija, LP.
- Rachmaninov: Sinfonia n. 3; Danze sinfoniche. Orchestra Sinfonica di Stato di Mosca. Alto. CD.